# Nemuaron
Nemuaron es un género con dos especies de plantas fanerógamas perteneciente a la familia Atherospermataceae.

## Taxonomía
El género fue descrito por Henri Ernest Baillon  y publicado en Adansonia 10: 351. 1873. La especie tipo es: Nemuaron vieillardi Baill.

## Especies
- Nemuaron humboldtii Baill.
- Nemuaron vieillardi Baill.